# 웬디 힐러
웬디 힐러 여사(영어: Dame Wendy Hiller, DBE, 1912년 8월 15일 ~ 2003년 5월 14일)는 잉글랜드의 배우이다.

## 서훈
- 1971년 대영 제국 훈장 4등급(OBE)[1]
- 1975년 대영 제국 훈장 2등급(DBE, 작위급 훈장)[2]